# Principio de autoconsistencia de Nóvikov
El principio de autoconsistencia de Nóvikov, también conocido como la conjetura de consistencia de Nóvikov, es un principio desarrollado por el astrofísico ruso Ígor Nóvikov a mediados de la década de 1980 para resolver los problemas de las paradojas en los viajes a través del tiempo. En términos simples, afirma que, si un evento existiese y provocase una paradoja o cualquier cambio en el pasado que la provoque, entonces la probabilidad de ese evento es cero. Por lo tanto, el principio de autoconsistencia de Nóvikov indica que es imposible para una secuencia de eventos provocar una paradoja.
La lógica de bucle temporal es una aplicación de este principio a hipotéticos computadores capaces de mandar información hacia atrás en el tiempo.

## Escenario de Nóvikov
En vez de considerar los modelos usuales para las paradojas (por ejemplo, la paradoja del abuelo, en la que un viajero temporal mata a su propio abuelo, y evita así su propio nacimiento), Nóvikov utilizó un modelo mecanicista más favorable para las matemáticas: se dispara una bola de billar hacia un agujero de gusano, de modo tal que viajara hacia el pasado y chocara con su versión antigua, así que la golpearía y variaría su curso y evitaría, en primer lugar, que entrase en el agujero de gusano.
Nóvikov descubrió que había muchas trayectorias que podrían resultar de las mismas condiciones iniciales. Por ejemplo, la bola de billar podría golpearse a sí misma solo ligeramente, lo que generaría un viaje al pasado ligeramente fuera de curso y haría que, más adelante, se golpease a sí misma ligeramente en el pasado; esta "secuencia" de eventos (en realidad un bucle causal) es completamente consistente y no dará como resultado una paradoja. Nóvikov descubrió que la probabilidad de tales eventos no era cero y que la probabilidad de eventos inconsistentes era cero, así que no hay ningún problema con que un viajero temporal intentase hacerlo, siempre y cuando acabe cumpliendo acciones consistentes no paradójicas.

## Paul Horwich
El filósofo Paul Horwich ha escrito varios ensayos sobre el viaje en el tiempo, usando un argumento similar antes que Nóvikov: el autoinfanticidio no representa un problema para el viajero del tiempo: únicamente muestra que, si se viaja en el tiempo hacia el pasado, se descubriría que es imposible matarse a sí mismo. Horwich también argumenta que es posible afectar el pasado, pero no cambiarlo.

## Implicaciones potenciales para el libre albedrío
En otro ejemplo, presentado en primer lugar por Henry James y que aparece también en un episodio de la serie Dimensión desconocida, una persona viaja atrás en el tiempo para descubrir la causa de un famoso incendio. Mientras, en el edificio donde comienza el incendio, la persona golpea accidentalmente una lámpara de queroseno y provoca el incendio, el mismo incendio hace que la persona, años después, viaje hacia el pasado. Esta situación es totalmente consistente - después de viajar al pasado, la persona "satisface" los acontecimientos en el "pasado" de lo que "ya sucedió" (desde la perspectiva del futuro). En este ejemplo hay una ausencia de libre albedrío: es imposible para la persona no provocar el incendio, ya que sería inconsistente. Aunque la persona supiera de alguna manera que sucedería, estaría limitada de alguna manera a "seguir" la historia, debido al principio de la auto consistencia. Obsérvese que hay otra serie de acontecimientos igualmente plausibles para este caso. Por ejemplo, el incendio podría no haber sucedido nunca, y la persona nunca viajaría al pasado para descubrir qué lo causó y qué hizo que ocurriera; esto se conoce como la paradoja de la predestinación. Esto también es enteramente consistente. Así, puede verse que, según este principio, puede haber muchas "soluciones válidas" a las mismas condiciones iniciales. Por la misma razón, la reducción del libre albedrío es mínima: solamente se previenen las paradojas, el resto de las opciones cuentan.

## Requisitos del principio de consistencia de Nóvikov
El principio de consistencia de Nóvikov asume ciertas condiciones sobre qué clase de viaje en el tiempo es posible. Específicamente, asume que o bien hay solamente una línea cronológica, o que cualquier otra línea cronológica (como aquellas postuladas por las interpretaciones de universos paralelos de la mecánica cuántica) no son accesibles.
Debido a estas asunciones, algunos consideran al principio de consistencia de Nóvikov como una mera tautología (una verdad en sí misma) — esto es, un principio que no puede ser falso por definición y no necesita una justificación.